# Couder (cratère)
Pour les articles homonymes, voir Couder.
Couder est un cratère lunaire situé à l'extrême ouest de la face visible de la Lune. Il est visible quand la libration de la Lune le permet. Il se trouve à l'intérieur du massif montagneux des  Montes Cordillera situé autour de la Mare Orientale. Au Sud, le long de la Mare Orientale, se trouvent les cratères Maunder, Kopff et Lallemand. Jusqu'en 1985, le cratère Couder était identifié comme un cratère satellite de Maunder sous l'appellation "Maunder Z". Il s'agit d'un cratère en forme de cuvette avec un bord tranchant et un plancher intérieur d'environ la moitié du diamètre du cratère.
En 1985, l'Union astronomique internationale lui a attribué le nom de Couder en l'honneur de l'astronome français André Couder.